# Želimlje
Želimlje je vas v Občini Škofljica. V vasi stoji cerkev Sv. Vida (sezidana v letih 1884 - 1886), Zavod sv. Frančiška Saleškega v okviru katerega delujeta salezijanska Gimnazija Želimlje in Dom Janeza Boska,  dvorec Namršelj in župnišče, v katerem je v letih 1902 - 1907 bival pisatelj Fran Saleški Finžgar in napisal roman Pod svobodnim soncem. Ob delavnikih je vas večkrat dnevno povezana z redno medkrajevno avtobusno linijo preko Škofljice in Lavrice z Ljubljano.